# Markgröningen
Markgröningen – miasto w Niemczech, w kraju związkowym Badenia-Wirtembergia, w rejencji Stuttgart, w regionie Stuttgart, w powiecie Ludwigsburg. Leży nad rzeką Glems, ok. 10& km na zachód od Ludwigsburga, przy drodze krajowej B10.

## Galeria

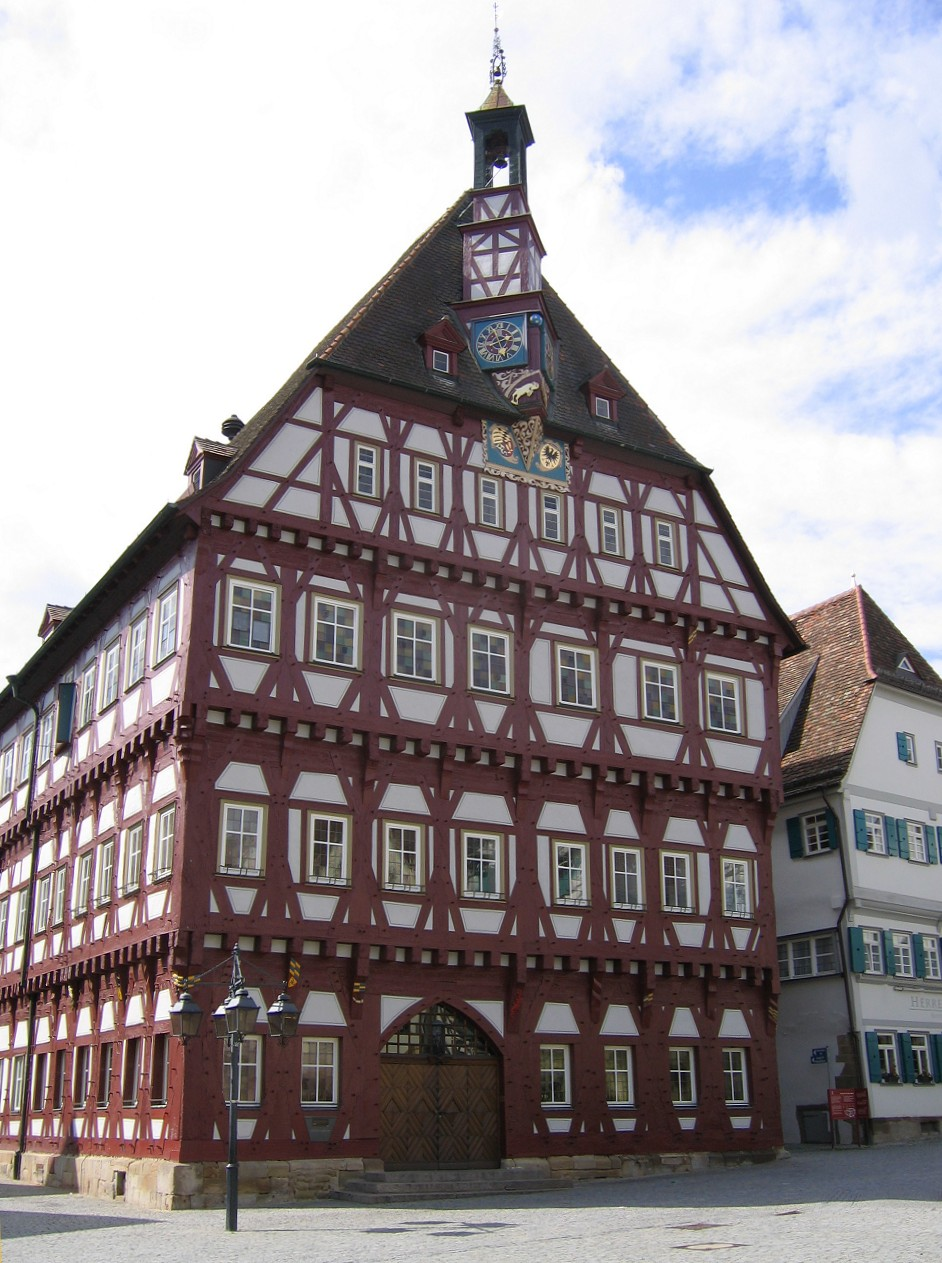
Ratusz
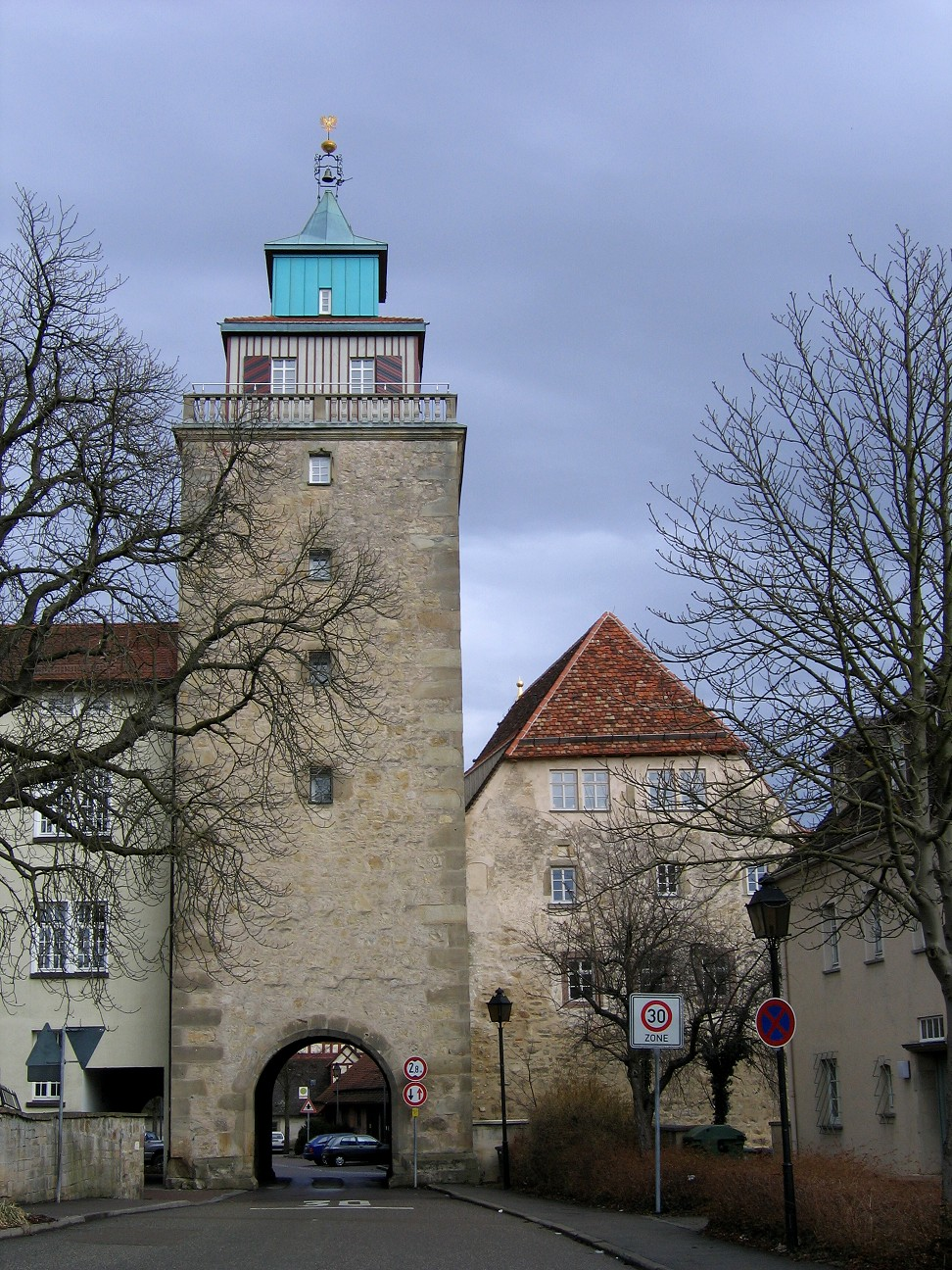
Brama miejska
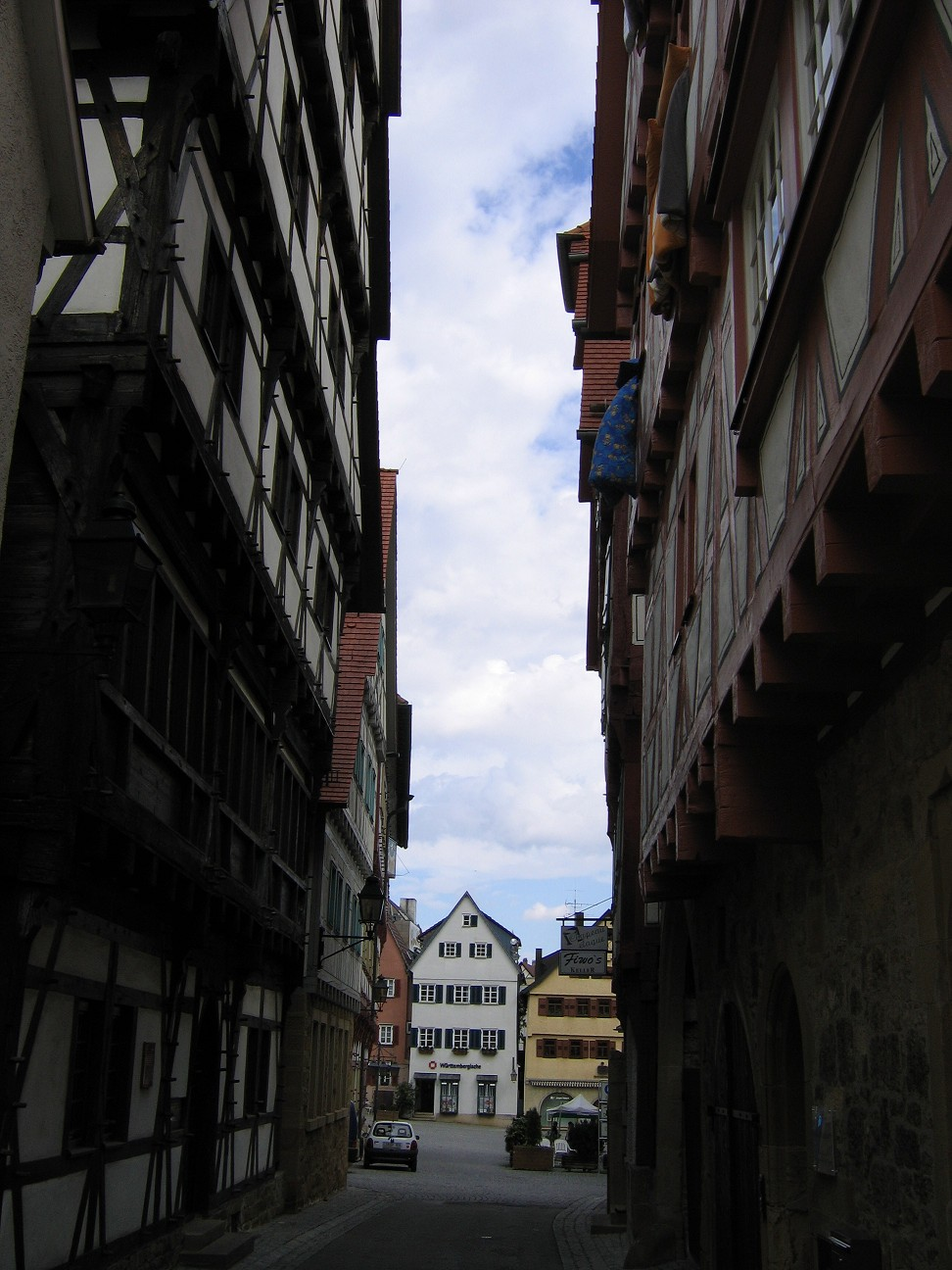
Jedna z uliczek